# رابرت دی وین
رابرت دی وین (انگلیسی: Robert De Veen; ۲۵ مارس ۱۸۸۶ – ۸ دسامبر ۱۹۳۹) بازیکن فوتبال و مربی فوتبال اهل بلژیک بود.
از باشگاه‌هایی که در آن بازی کرده‌است می‌توان به باشگاه فوتبال کلوب بروخه اشاره کرد.
وی همچنین در تیم ملی فوتبال بلژیک بازی کرده‌است.